# Björn Knutsson
Björn Knutson, född 27 april 1938, är en svensk före detta speedwayförare.
Han körde för Vargarna i Allsvenskan och lyckades snabbt etablera sig internationellt. 1965 vann han VM-titeln men slutade redan året därpå. Resandet mellan brittiska serien och den svenska serien var en bidragande orsak till detta.
Förutom VM-guldet vann Knutson lag-VM 1960 samt 1962–64. Dessutom nådde han tre gånger EM-guld samt erövrade fyra EM-silver (varav två individuellt) och ett VM-brons. Han vann SM sju gånger (varav två gånger individuellt).